# Tīghen-e Soflá
Tīghen-e Soflá (persiska: تیغن سفلی) är en ort i Iran.   Den ligger i provinsen Khuzestan, i den centrala delen av landet, 500 km söder om huvudstaden Teheran. Tīghen-e Soflá ligger 534 meter över havet och antalet invånare är 308.
Terrängen runt Tīghen-e Soflá är huvudsakligen kuperad, men åt nordväst är den platt. Runt Tīghen-e Soflá är det ganska tätbefolkat, med 60 invånare per kvadratkilometer. Närmaste större samhälle är Bāgh-e Malek, 16,3 km norr om Tīghen-e Soflá. Omgivningarna runt Tīghen-e Soflá är i huvudsak ett öppet busklandskap.